# Dienis Tołpieko
Dienis Andriejewicz Tołpieko, ros. Денис Андреевич Толпеко (ur. 29 stycznia 1985 w Moskwie) – rosyjski hokeista.

## Kariera
- Witiaź 2 Podolsk (2000–2003)
- Witiaź Podolsk (2002/2003)
- Seattle Thunderbirds (2003–2005)
- Regina Pats (2005–2006)
- Philadelphia Phantoms (2006–2008)
- Philadelphia Flyers (2007-2008)[1]
- Dinamo Moskwa (2008-2013)
  -  Dinamo Bałaszycha (2012)
- Nieftiechimik Niżniekamsk (2013–2014)
- Saławat Jułajew Ufa (2014–2015)
- Torpedo Niżny Nowogród (2015)
- Amur Chabarowsk (2015–2016)
- HK Soczi (2016)
- Spartak Moskwa (2016–2017)

Wychowanek Witiazia Podolsk. Od 2008 do 2013 zawodnik Dinama Moskwa. Od 1 maja 2013 zawodnik Nieftiechimika Niżniekamsk (w toku wymiany za Maksima Piestuszko). Od stycznia 2014 zawodnik Saławatu Jułajew Ufa. Od lipca 2015 zawodnik Torpedo Niżny Nowogród. Zwolniony pod koniec września 2015. Od października 2015 zawodnik Amuru. Od maja do grudnia 2016 zawodnik HK Soczi. Od grudnia 2016 do kwietnia 2017 zawodnik Spartaka Moskwa, następnie ponownie do września 2017.

## Sukcesy
Klubowe
- Srebrny medal mistrzostw Rosji: 2009 z Dinamem Moskwa, 2014 z Saławatem Jułajew Ufa
- Puchar Spenglera: 2008 z Dinamem Moskwa
- Puchar Otwarcia / Puchar Łokomotiwu: 2010, 2012 z Dinamem Moskwa
- Złoty medal mistrzostw Rosji: 2012, 2013 z Dinamem Moskwa
- Puchar Gagarina: 2012, 2013 z Dinamem Moskwa